# رابرت برویس
رابرت برویس (انگلیسی: Robert Brewis؛ زادهٔ) بازیکن فوتبال اهل بریتانیا است.
از باشگاه‌هایی که در آن بازی کرده‌است می‌توان به باشگاه فوتبال لینکولن سیتی و باشگاه فوتبال برنلی اشاره کرد.